# Diego Valderas
Diego Valderas Sosa (Bollullos Par del Condado, Huelva, 25 de enero de 1953) es un político español, vicepresidente de la Junta de Andalucía entre 2012 y 2015 y ex-coordinador general de IULV-CA. También ocupó el cargo de Consejero de Administración Local y Relaciones Institucionales de la Junta de Andalucía.
Con anterioridad había ocupado los cargos de presidente del Parlamento de Andalucía (1994-1996) y alcalde de su pueblo natal, Bollullos Par del Condado (1979-1994), siendo también diputado en la cámara autonómica entre 1986 y 2000 y de nuevo entre 2008 y 2015.

## Biografía

### Carrera política
Coordinador General de IU-LV-CA desde 2000 a 2013 , fue candidato a Presidente de la Junta de Andalucía por esta formación en las elecciones de 2004, 2008 y 2012. Anteriormente, fue alcalde de su localidad natal desde 1979 hasta 1994 y diputado autonómico desde 1986 hasta 2000, cuando no fue elegido por su provincia. Entre 1994 y 1996 fue presidente del parlamento autonómico.
Huérfano a los 16 años y siendo casi un adolescente, hubo de emigrar a Barcelona, donde desempeñó en su juventud diversos oficios como albañil, camarero, repartidor de butano, administrativo, jornalero, bodeguero, peluquero, cocinero y gerente de cooperativa. Compartió estas actividades con una temprana militancia política, como dirigente sindical de Comisiones Obreras (CCOO). Miembro del PCE, en las primeras elecciones municipales tras el franquismo, celebradas en 1979, fue elegido alcalde de Bollullos Par del Condado, su pueblo de origen. Allí gobernó tres mandatos, obteniendo siempre mayoría absoluta, compatibilizando la alcaldía con la portavocía de IU-CA en la Diputación de Huelva.
En 1986 es elegido diputado autonómico y comienza su carrera en la política andaluza, que le llevaría a presidir el Parlamento de Andalucía en 1994, fruto de un acuerdo entre el PP e IU, dado que el PSOE gobernaba en minoría. Tras ocupar durante dos años dicho cargo, tras las elecciones autonómicas de 1996 continuó su labor como diputado autonómico.

### Coordinador de IU en Andalucía
En 2000 fue elegido coordinador general de IU-CA en la XIII Asamblea andaluza, celebrada en Torremolinos. Sin embargo, perdió su escaño en las elecciones autonómicas de 2000, y de nuevo, en 2004, debiendo dirigir su formación fuera del Parlamento de Andalucía. De nuevo candidato en 2008, logró finalmente recuperar el escaño y regresar al Parlamento de Andalucía. Valderas afrontó las elecciones autonómicas de 2012 con la aspiración de ser llave para la gobernabilidad, hecho que finalmente sucedió al doblar la representación de IU, obteniendo 12 escaños frente a 6 de la anterior convocatoria, siendo por tanto decisivo para gobernar.
Tras el pacto de gobierno alcanzado entre IU y PSOE, es nombrado vicepresidente de la Junta de Andalucía y consejero de Administración local y Relaciones Institucionales. Fue destituido de sus cargos en el gobierno, junto a los otros dos consejeros de su partido, tras la ruptura del pacto de gobierno y la convocatoria de elecciones anticipadas para el 22 de marzo de 2015.

## Vida personal
Diego Valderas tiene un hijo, el cual es Javier Valderas.